# Quique Setién
Enrique Setién Solar (phát âm tiếng Tây Ban Nha: [enˈrike seˈtjen soˈlaɾ]; sinh ngày 27 tháng 9 năm 1958) là một cựu cầu thủ bóng đá chuyên nghiệp, từng chơi ở vị trí tiền vệ trung tâm, và là huấn luyện viên bóng đá người Tây Ban Nha.
Có biệt danh là El Maestro, ông được biết đến nhiều nhất với thời gian thi đấu cho Racing de Santander, bắt đầu và kết thúc sự nghiệp 19 năm của mình tại câu lạc bộ này và tích lũy 374 trận đấu và 58 bàn trong 15 mùa giải của La Liga.
Vào những năm 2000, Setién (cầu thủ thi đấu cho đội tuyển Tây Ban Nha với ba lần vào sân) bắt đầu sự nghiệp quản lý, tiếp tục huấn luyện một số đội trong đó có Racing.

## Sự nghiệp thi đấu

### Câu lạc bộ
Sinh ra ở Santander, Setién ra mắt La Liga vào năm 1977, với câu lạc bộ quê hương Racing de Santander. Tuy nhiên, trong lần đánh vần đầu tiên với câu lạc bộ Cantabria này, mặc dù được sử dụng thường xuyên, ông vẫn chưa phải là cầu thủ ra sân chính thức không thể tranh cãi, và đã bỏ lỡ toàn bộ mùa giải 1982-83 cũng như phải chịu hai lần xuống hạng La Liga với câu lạc bộ. 
Sau đó, Setién thi đấu cho Atlético Madrid trong ba năm: tận hưởng hai mùa giải đầu tiên tốt đẹp, nhưng hiếm khi xuất hiện trong năm cuối cùng sau một số lần cãi cọ với chủ tịch câu lạc bộ Jesús Gil.
Setién sau đó chuyển sang CD Logroñés ở giải đấu thấp hơn, sau khi có sự khởi đầu chậm chạp, ông trở nên cần thiết trong việc giúp câu lạc bộ xứ Rioja này duy trì vị trí đội bóng hàng đầu của họ. Năm 1992, cầu thủ 34 tuổi này trở lại Racing và ghi được 11 bàn thắng, tốt nhất trong sự nghiệp, trong năm đầu tiên trong lần thi đấu thứ hai khi đội bóng trở lại giải đấu cao nhất. Ông đã chơi hơn ba năm với sau này, và về hưu vào tháng 6 năm 1996 khi 38 tuổi sau khi đá trận đấu cho Levante UD trong trận play-off giải hạng ba, mà cũng kết thúc với việc đội bóng này được lên hạng; ông đã xuất hiện trong gần 600 trận đấu chính thức trong gần hai thập kỷ chơi bóng, ghi tổng cộng 95 bàn thắng. 

### Quốc tế
Setién thi đấu ba lần cho Tây Ban Nha và được chọn vào đội hình FIFA World Cup 1986, nhưng chỉ được xếp dự bị trong suốt giải đấu ở Mexico. Lần ra mắt đầu tiên của ông vào ngày 20 tháng 11 năm 1985 trong trận giao hữu 0-0 với Áo, ở Zaragoza.

## Sự nghiệp huấn luyện
Tham gia huấn luyện vào năm 2001, Setién bắt đầu với câu lạc bộ mà anh dành phần lớn sự nghiệp chơi bóng của mình tại Racing và sau đó chuyển sang Polideportivo Ejido, cả hai đều thi đấu ở Segunda División. Từ năm 2005 đến 2006, ông là trợ lý huấn luyện viên cho đội bóng đá bãi biển quốc gia Nga. Trong ba tháng vào năm 2006, Setién đã huấn luyện đội tuyển quốc gia Guinea Xích đạo. Sau đó, ông chuyển đến một đội khác mà ông đã từng thi đấu, Logroñes tại hạng ba, bị đuổi việc giữa chừng trong mùa giải năm 2007-08.
Vào tháng 6 năm 2009, Setién trở thành huấn luyện viên của CD Lugo. Ông đã lãnh đạo đội thăng hạng lên giải hạng hai trong năm thứ ba ông huấn luyện, đây là thứ hai thăng hạng cho đội bóng vùngGalicia này; trong ba năm sau đó, họ cố gắng duy trì phong độ, xếp giữa bảng xếp hạng ở các vị trí thứ 11 và 15.
Vào ngày 19 tháng 10 năm 2015, sau khi Paco Herrera bị sa thải, Setién trở thành người quản lý mới của UD Las Palmas. Ông đến với đội bóng khi đội đang ở khu vực xuống hạng, và dẫn họ đến vị trí thứ 11 trong mùa giải đầu tiên làm HLV tại đây. Vào ngày 18 tháng 3 năm 2017, ông tuyên bố sẽ rời khỏi câu lạc bộ Quần đảo Canaria này vào cuối mùa giải do tranh chấp với hội đồng quản trị.
Vào ngày 26 tháng 5 năm 2017, Setién được bổ nhiệm làm HLV của Real Betis trong hợp đồng ba năm. Ông đã dẫn dắt đội đến vị trí thứ sáu trong năm đầu tiên tại đội này, với việc vượt qua vòng loại tiếp theo vào vòng bảng của UEFA Europa League.
Setién được liên kết với việc chuyển đến FC Barcelona vào tháng 1 năm 2019, nhưng không có gì xảy ra. Vào ngày 19 tháng 5, ông tuyên bố sẽ rời Sân vận động Benito Villamarín.
Setién được bổ nhiệm làm huấn luyện viên trưởng của Barcelona vào ngày 13 tháng 1 năm 2020, thay thế Ernesto Valverde bị sa thải.
Ngày 17 tháng 8 năm 2020, sau khi Barcelona thua 2–8 trước Bayern Munich tại tứ kết Champions League, Setién bị sa thải.